# 干眼病
干眼病（Xerophthalmia）是一种眼睛不能产生眼泪的医学病症。虽然发生干眼病的原因很多，但主要是由维生素A缺乏而造成的。
由重度维生素A缺乏症引起的干眼病表现为结膜和角膜的病理性干燥。结膜变得干燥、厚实和起皱。首先出现夜盲症。如不加以治疗，干眼病可导致干眼症、角膜溃疡，并最终因角膜和视网膜损伤而造成失明。
干眼病通常意味着由于膳食维生素A缺乏导致结膜上皮组织的破坏性干燥——这在发达国家极度罕见，但在发展中国家的患者仍然会造成重大损伤。其他形式的干眼病与衰老、眼睑闭合不良、先前受伤留下的疤痕或类风湿性关节炎和干燥症等自身免疫性疾病有关，这些都可能导致慢性结膜炎。放射性碘治疗也可诱发干眼症，尽管一些患者存在迟发性或持续性干眼症，但一般不会持续过久。
与维生素A相关的干眼病对角膜的损伤与眼球后部的视网膜损伤完全不同，后者也可能是由于缺乏维生素A所造成，但由于缺乏其他形式的在视觉系统中起作用的维生素A。维生素A缺乏症引起的干眼病的原因尤其是由于缺乏维生素A代谢物视黄酸，因为（以及某些生长迟缓效应）维生素A缺乏的大鼠可以通过补充视黄酸来遏制这种情况（但视网膜不会被修复）。由于视黄酸不能还原为视黄醛或视黄醇，因此这些对角膜的影响必须是视黄酸特有的。这与维甲酸对上皮组织（例如角膜细胞）健康的已知要求一致。

## 原因
由于泪腺无法排泪，该情况非先天性疾病，而是在几个月中发展。已经说明的病况中涉及的其他在角膜溃疡和全盲前出现的情况包括生成比托斑点——结膜内积聚的角蛋白碎片团块，以及夜盲症。

## 分类
世卫组织将干眼症分为以下类型：
- XN - 夜盲症
- X1A - 结膜干燥症
- X1B -比托斑点
- X2 - 角膜干燥症
- X3A - 不足三分之一的角膜溃疡或角膜软化
- X3B - 逾三分之一的角膜溃疡或角膜软化
- XS - 干眼症导致的角膜浑浊
- XF - 眼底干燥

## 预防
预防方式包括定期服用维生素A补充剂。世卫组织推荐的预防方案如下：
- 6-12个月大的婴儿和体重小于8公斤的任何年龄较大的儿童 - 每三到六个月口服十万单位的维生素A；
- 1岁以上6岁以下儿童 – 每六个月口服二十万单位的维生素A；
- 未使用母乳喂养的6个月以下婴儿 - 应在6个月大之前口服五万单位的维生素A。

## 治疗
治疗可以通过两种方式进行：治疗症状和治疗缺陷。症状的治疗通常包括使用人工泪液滴眼，使用加湿器增加环境湿度，以及在户外佩戴环绕式眼镜。而摄入维生素A或多种维生素补充剂或食用富含维生素A的食物来医治维生素A缺乏症。补充剂和/或饮食治疗的成功率很高。但如果疾病恶化至角膜溃疡，则只能进行极端手术来争取恢复视力。

## 流行病学
在整个东南亚，愉五成的六岁以下儿童患有亚临床维生素A缺乏症和夜盲症，干眼症是导致儿童失明的主要原因。据估计，每年有三十五万例儿童因缺乏维生素A而失明。原因是他们在胎儿期缺乏维生素A，其次是哺乳期间维生素A的低转移以及维生素A或 β-胡萝卜素含量低的婴儿（儿童）饮食。由于维生素A缺乏症导致失明的学龄前儿童的预计患病率低于发病率，故儿童光是一项维生素A缺乏症就会显着增加死亡率。

## 延伸阅读
- Jellife DB. "Xerophthalmia: A World-wide Drive for Prevention." Journal of Tropical Pediatrics 1980; 26: ii-iii. 4 November 2009.